# Danijela Jackovich
Danijela "Dani" Jackovich, född 4 november 1994 i Chicago, är en amerikansk-australisk vattenpolospelare. Hon ingick tidigare i USA:s landslag och var med om att vinna damernas vattenpoloturnering vid sommaruniversiaden 2017.
I OS-sammanhang debuterade Jackovich vid olympiska sommarspelen 2024 i Paris där det blev OS-silver för Australien i damernas turnering i vattenpolo vid olympiska sommarspelen 2024.